# Lack (Białoruś)
Lack, Ladsk (biał. Лядск, Ladsk; biał. (tar.) Лядзк, Ladzk; ros. Лядск, Ladsk) – wieś na Białorusi w rejonie szczuczyńskim obwodu grodzieńskiego, centrum administracyjne miejscowego sielsowietu. 

## Położenie geograficzne
W XIX w. opisywano 3 miejscowości o nazwie „Lack” położone nad rzeką Spuszą. 
Wieś Lack znajduje się obecnie pomiędzy drogą krajową R51 (рэспубліканска дарога Р145) a drogą magistralną M6. Leży ok. 10 km na północny zachód od Szczuczyna i ok. 3 km na wschód od miejscowości Jewłasze.

## Historia
Obszar dzisiejszego Lacka w późnym średniowieczu znajdował się w województwie wileńskim Wielkiego Księstwa Litewskiego. Po reformie administracyjnej na Litwie leżał w powiecie lidzkim (od 1566). Po 1795 r. w wyniku III rozbioru Rzeczypospolitej Lack znajdował się na obszarze tzw. ziem zabranych zaboru rosyjskiego. Gmina (włość) Lack leżała w powiecie (ujeździe) lidzkim kolejnych guberni: słonimskiej (1795–1797), litewskiej (do 1801), grodzieńskiej (do 1843) i wileńskiej. Zarząd gminy mieścił się w miasteczku Dąbrowo.
Słownik geograficzny Królestwa Polskiego pod nazwą „Lack” wymienia trzy leżące obok siebie, jednostki osadnicze: wieś i dwa folwarki. 
W 1866 r. zaludnienie trzech wspomnianych jednostek osadniczych prezentowało się następująco:
- wieś Lack: 5 domów, 46 mieszkańców;
- folwark Lack: 49 mieszkańców;
- folwark Lack: 37 mieszkańców[3].

W dwudziestoleciu międzywojennym istniała początkowo gmina Lack, przemianowana następnie na gminę Dziembrów (1920), początkowo w powiecie lidzkim, następnie (od 1929) w powiecie szczuczyńskim województwa nowogródzkiego Rzeczypospolitej Polskiej. 
Spis powszechny z 1921 r. uwzględnił trzy jednostki osadnicze o nazwie „Lack” w powiecie lidzkim:
- Lack – wieś w gminie Szczuczyn licząca 11 domów z przeznaczeniem na zamieszkanie i 2 inne zamieszkałe, 80 mieszkańców: 43 mężczyzn, 37 kobiet; pod względem wyznania wszyscy deklarowali się jako rzymscy katolicy, a pod względem deklarowanej narodowości jako Polacy[6];
- Lack Nizki – folwark w gminie Dziembrów: 3 domy mieszkalne, 14 mieszkańców: 6 mężczyzn, 8 kobiet; wszyscy rzymscy katolicy i Polacy;
- Lack Wysoki – folwark w gminie Dziembrów: 3 domy, 20 mieszkańców: 10 mężczyzn, 10 kobiet; pod względem wyznania: 7 rzymskich katolików, 13 prawosławnych; pod względem deklarowanej narodowości: 20 Polaków[7].

Wyszukiwarka miejscowości kresowych pod nazwą „Lack” wskazuje na dawnych mapach wieś Lack, zaścianek Lack (koło folwarku Lack) i folwarki: Lack (na południowy zachód od miejscowości Jewłasze i Kuchary), Lack Niski (na południe od miejscowości Jewłasze), Lack Wysoki (na południowy wschód od miejscowości Jewłasze) oraz plebanię Lack Kościelny we wsi Lack.
Po agresji ZSRR na Polskę w 1939 r. miejscowość, a raczej wszystkie wspomniane jednostki osadnicze, znalazły się w składzie Białoruskiej SRR (rejon szczuczyński od 15 stycznia 1940). W latach 1941–1944 były pod okupacją niemiecką (Komisariat Rzeszy Wschód). Od września 1944 r. w obwodzie grodzieńskim BSRR. Od 1991 r. w niepodległej Republice Białorusi.

## Zabytki
- Kościół św. Stanisława w Lacku – świątynia parafialna miejscowej parafii, neogotycka budowla wykonana z nieotynkowanej cegły w 1896[9][10] lub w 1905 r.[11]
- Dom mieszkalny na terenie dawnego folwarku Lack Wysoki[12]
- Pozostałości parku dworskiego z XIX w. na terenie folwarku Lack (Jewłasze)[13]
- Kopiec – zbiorowa mogiła nieznanych żołnierzy WP 1919–1920, jednak na kamieniu pamiątkowym umieszczono napis: Ś † P / ŻOŁNIERZE / WOJNY / 1914 – 1918 R.[14]